# イレーネー・スクリヴァ
イレーネー・スクリヴァ（Irene Skliva, 希: Ειρήνη Σκλήβα, 仏: Iríni Sklíva, 1978年4月4日 - ）は、ギリシャのモデル。ミス・ワールド1996として知られる。

## 経歴
1978年4月4日、アテネに生まれる。
1996年、Star Hellasに出場し、Miss Hellas（準優勝に相当）の称号を獲得。国を代表してミス・ワールド1996に出場。優勝。にわかには信じられなかったようで、「もう一回リハーサルをやっていると思った。リハーサルでは仮の勝者だったもので」と話している。
ミスとしての任期が終わるとギリシャに帰り、モデル業とテレビ出演のキャリアを追求。DivaやLipStickを含む多くのギリシャの雑誌の表紙に登場。アテネ、ミラノ、ミュンヘンで世界最大規模のファッションショーに出演している。モデル代理店はAce Models Agency。
2019年現在、表舞台から退いている。

### 私生活
2002年、結婚。2003年7月、娘を出産。